# Kamienica przy ul. Świętego Wojciecha 1 w Szczecinie
Kamienica przy ul. św. Wojciecha 1 w Szczecinie – zabytkowy budynek mieszkalno-usługowy, zlokalizowany na obszarze szczecińskiego osiedla Centrum, w dzielnicy Śródmieście.
Budynek ten, z zachowaną w dużej części oryginalną ornamentyką, jest jednym z niewielu szczecińskich przykładów architektury secesji.
Dziedziniec kamienicy jest miejscem odbywania się różnych wydarzeń kulturalnych, takich jak występy artystyczne, koncerty, pokazy filmowe, wernisaże.
Kamienica wpisana jest do Wojewódzkiego Rejestru Zabytków pod numerem 720 (decyzja Kl.I.6801/2/72 z dnia 31 lipca 1972, nazwa na liście: kamienica z oficynami).

## Opis
Projekt architektoniczny budynku sporządził szczeciński architekt Friedrich Liebergesell na zamówienie berlińskiego przedsiębiorcy z branży spedycyjnej, Alberta Netza. Budynek składa się z czterokondygnacyjnej kamienicy frontowej z poddaszem, wzniesionej na planie prostokąta oraz przylegającej do niej od podwórza trójskrzydłowej oficyny, zbudowanej na obrysie litery „U”.
W latach 60. XX wieku dokonano zwiększenia liczby mieszkań poprzez podział istniejących pomieszczeń. W czasie tej przebudowy zniszczono część wystroju wewnętrznego w postaci sztukaterii na sufitach mieszkań. W większości zachowała się stolarka, a także ceramiczne płytki w kuchniach i łazienkach. Po II wojnie światowej w ścianie szczytowej budynku od strony placu Zwycięstwa przebito nowe otwory okienne.

### Kamienica frontowa
Podpiwniczenie, parter, pierwsze piętro, a także część trzeciego piętra i szczyt kamienicy frontowej ozdobiono boniowaniem. W środkowej części dziesięcioosiowej fasady zlokalizowano reprezentacyjne wnęki wejściowe; lewa wnęka prowadzi poprzez przejazd bramny na dziedziniec, natomiast w prawej wnęce znajduje się okienko pomieszczenia portiera budynku. Portale wejściowe zwieńczono wizerunkami orłów ze skrzydłami wyciągniętymi w stronę płyciny z numerem budynku. Pierwsza oraz ostatnia oś budynku ozdobiona jest balkonami, przy czym fasadę balkonów parteru zrównano z elewacją, natomiast balkony wyższych pięter zaakcentowano poprzez wysunięcie ich poza lico elewacji i ozdobienie płycinami z motywami roślinnymi. Osie nr 2, 3, 4 oraz 7, 8 i 9 elewacji pierwszego i trzeciego piętra umieszczono w trójbocznych wykuszach, które zwieńczono półkopułami. Środkową część budynku na wysokości poddasza zakończono szczytem. Dach pokryto dachówką, a jego środkową część dodatkowo wyróżniono poprzez umieszczenie na niej hełmu. Okna ze szczeblinami o kształcie wijących się gałęzi drzew ozdobiono obramowaniami i gzymsami.

Do wnętrza przejazdu bramnego prowadzą zachowane oryginalne drzwi. Dolną część ścian przejazdu ozdobiono ceramicznymi kafelkami w kolorze ciemnozielonym, natomiast górną pilastrami oraz gzymsami z motywami roślinnymi. Podłoga przejazdu bramnego wyłożona jest płytkami terakotowymi. W otworze bramnym wychodzącym na dziedziniec również zachowała się przedwojenna brama.

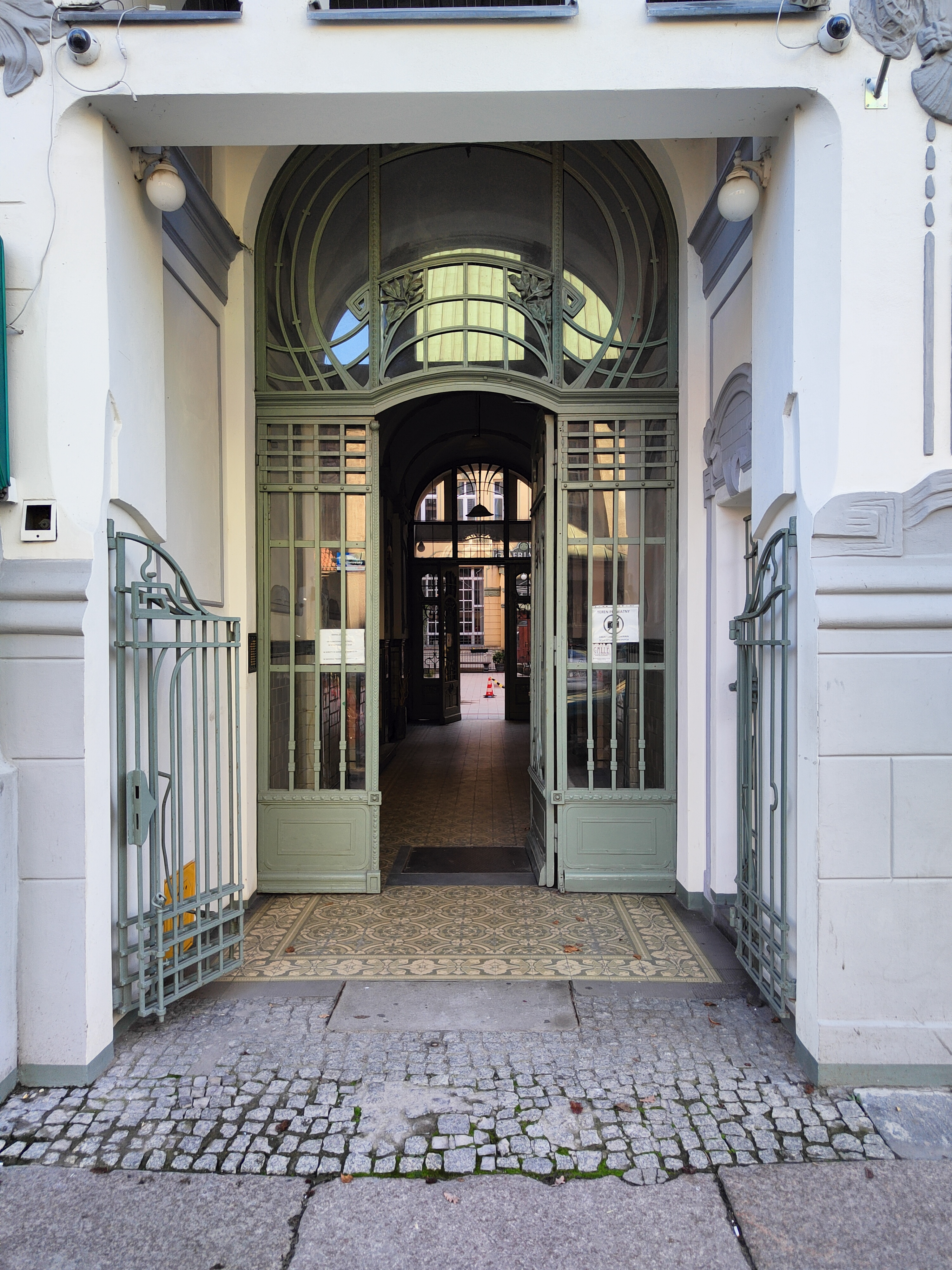
Wejście do przejazdu bramnego
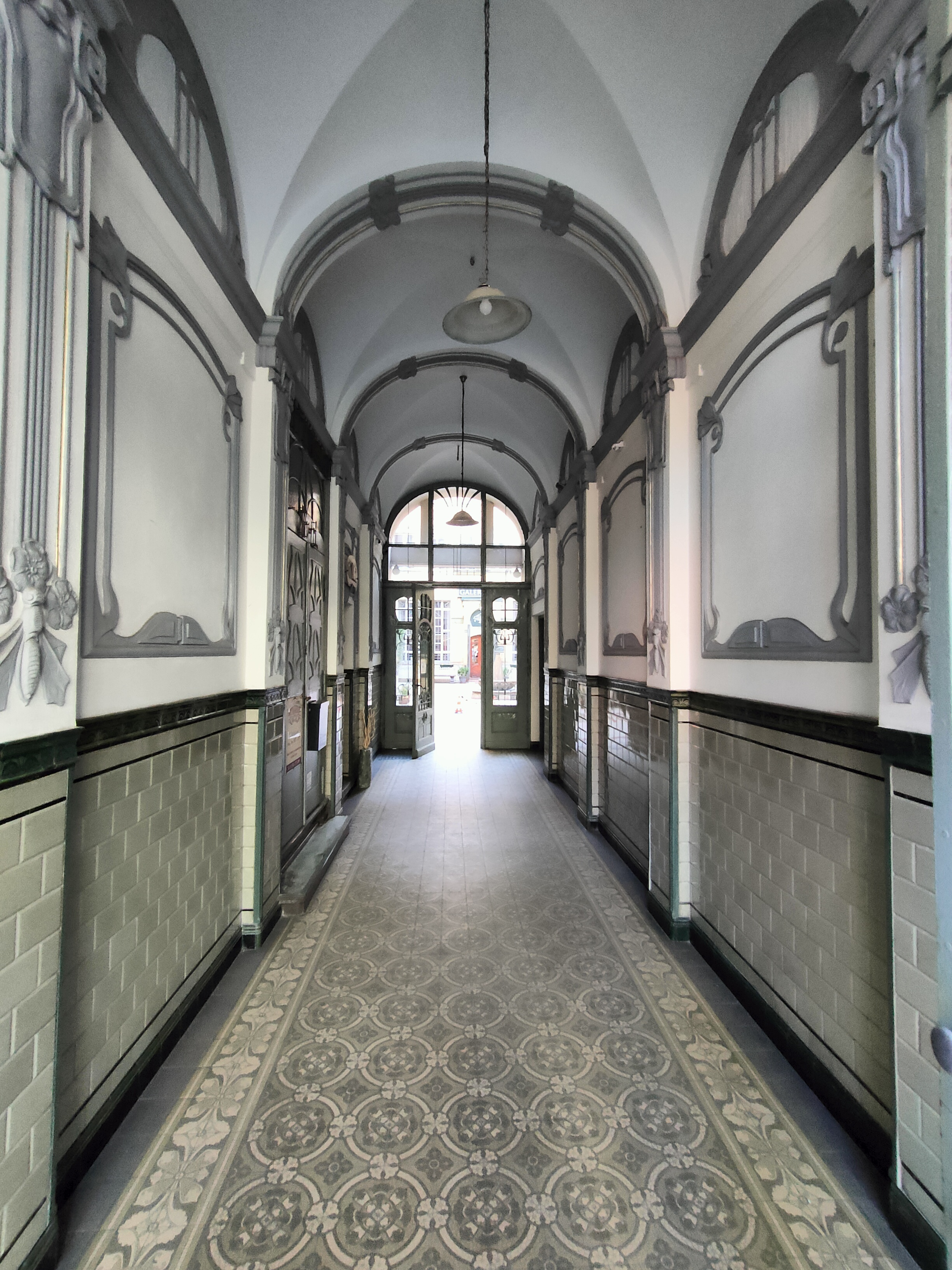
Wnętrze bramy wjazdowej
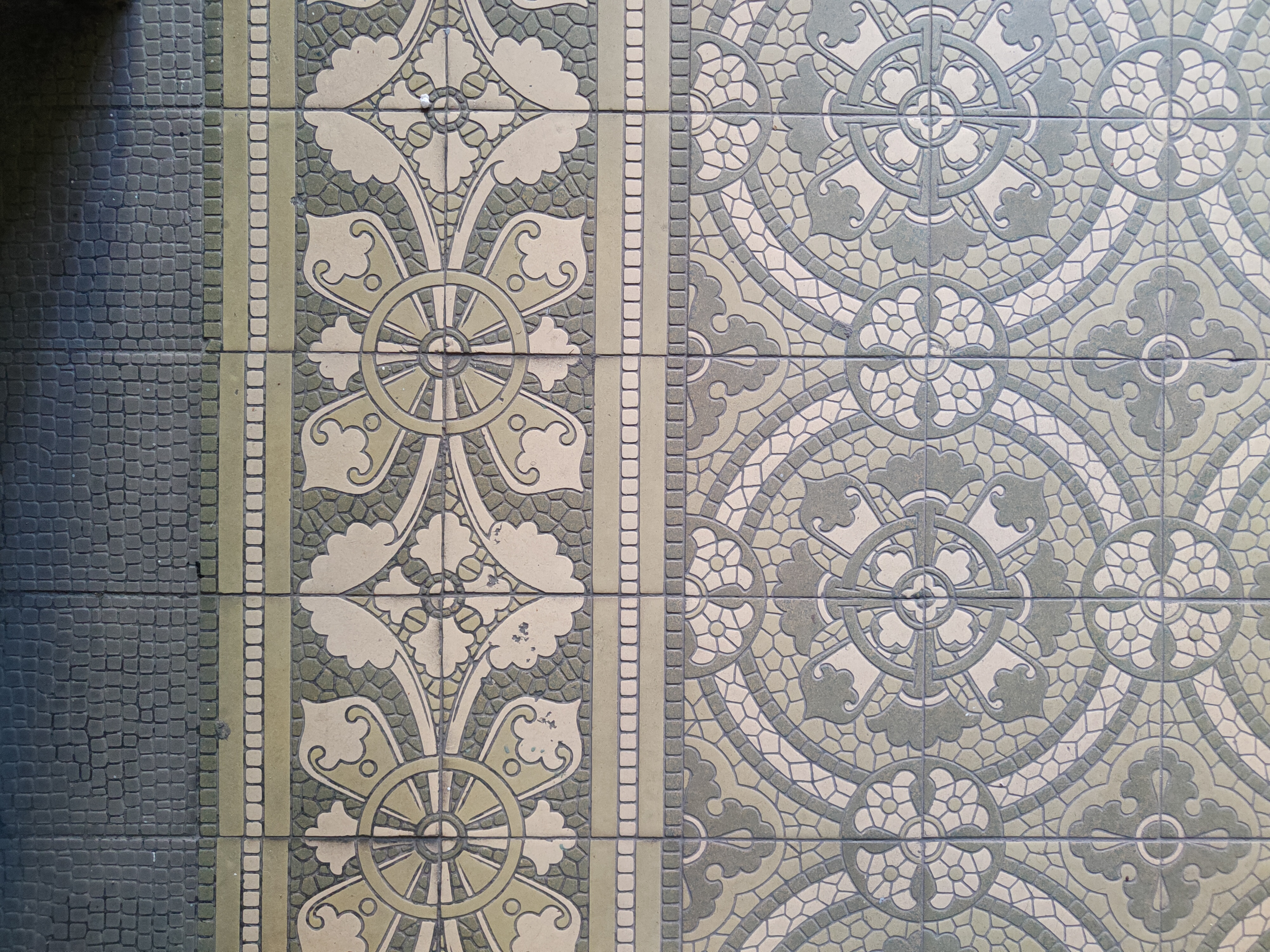
Fragment posadzki
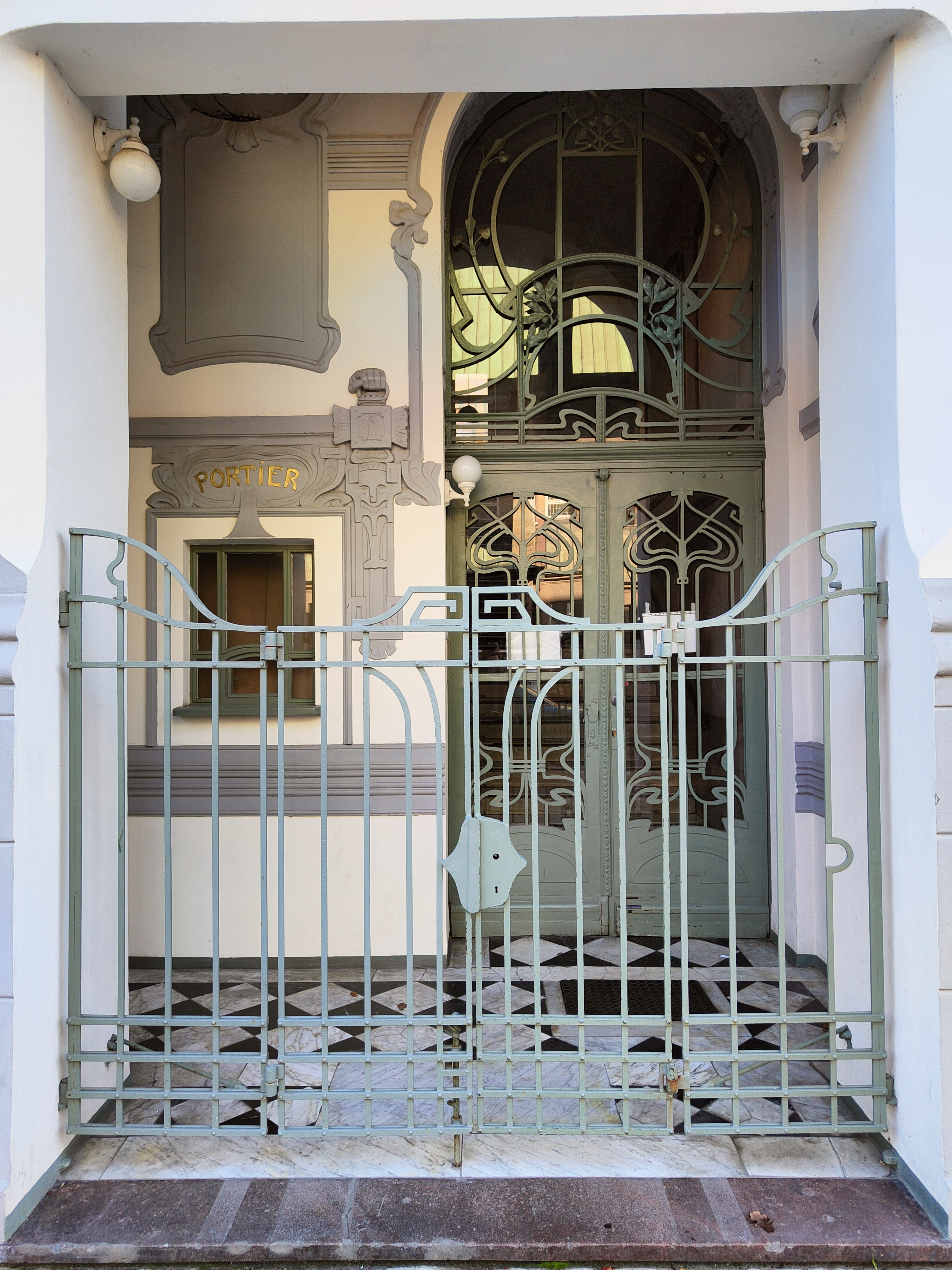
Wejście na klatkę schodową
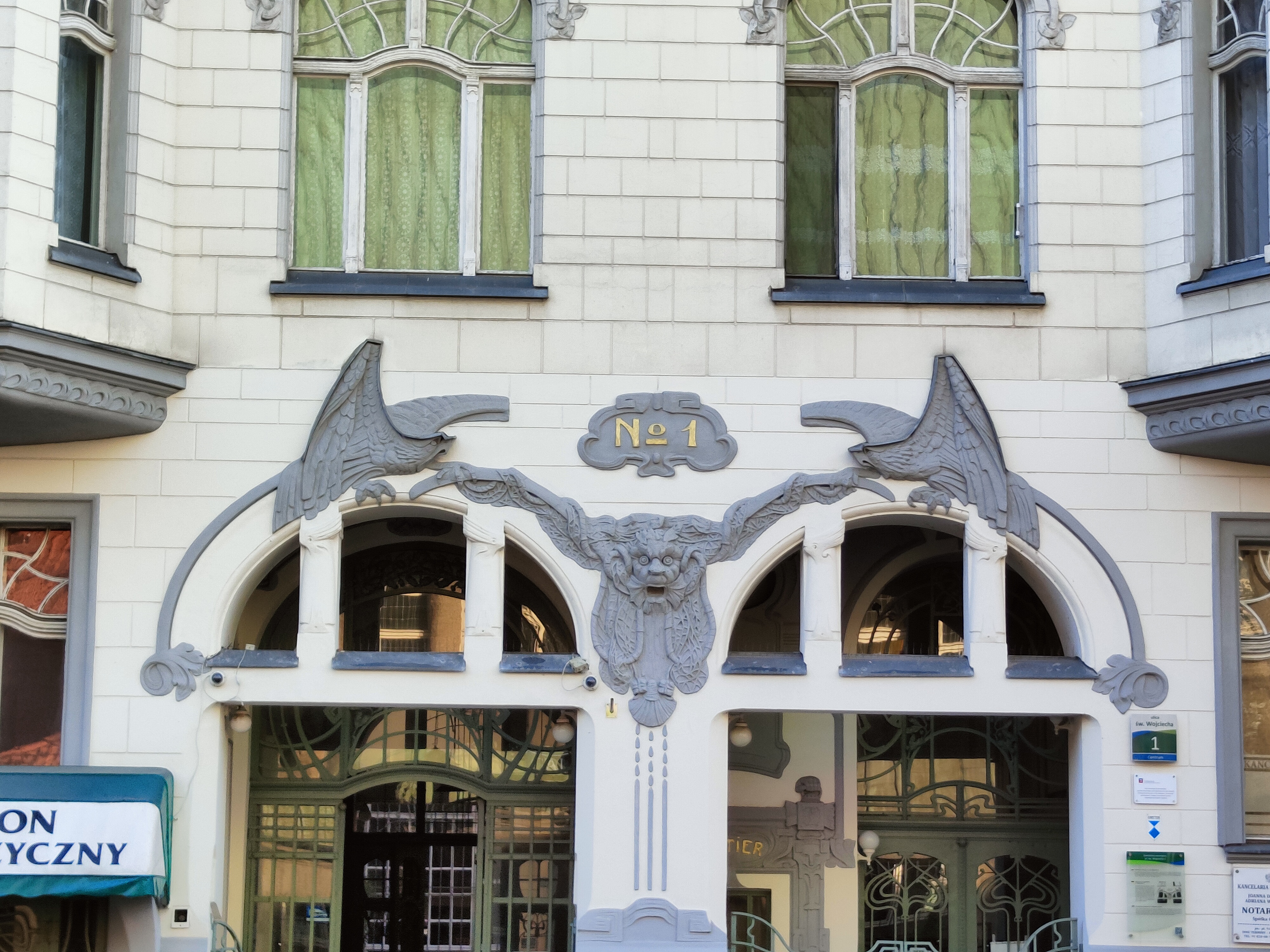
Płaskorzeźba z orłami i maszkaronem

### Oficyna

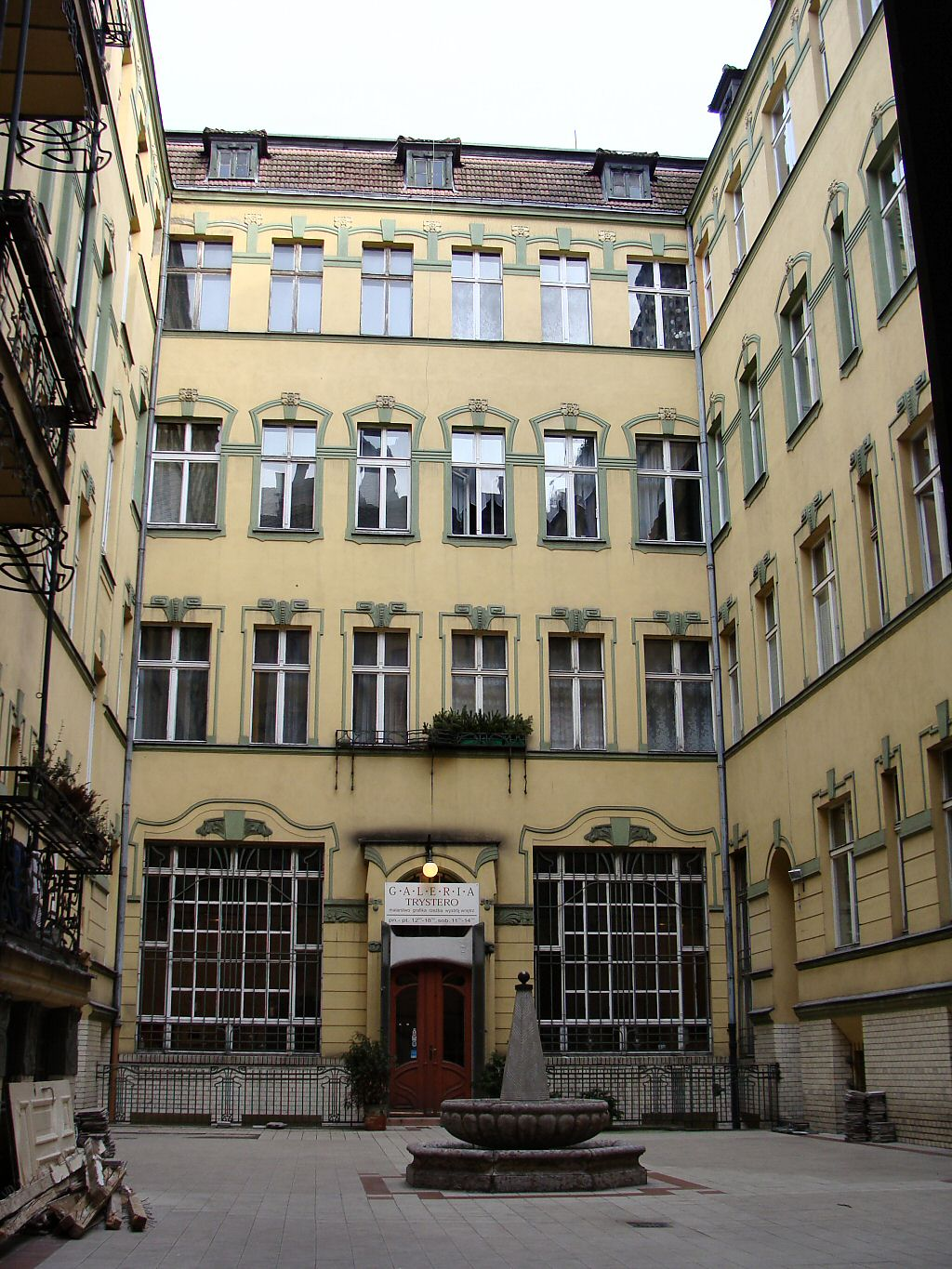
Oficyna kamienicy wraz z dziedzińcem

Pomiędzy budynkiem frontowym a oficyną zlokalizowany jest dziedziniec. W jego centralnym punkcie znajduje się zachowana częściowo w pierwotnym kształcie fontanna. Sama oficyna budynku charakteryzuje się skromniejszym wystrojem elewacji i prostszą formą szczeblin okiennych. Elewację podpiwniczenia obłożono jasnymi kafelkami. Parter ozdobiono częściowo boniowaniem i poziomymi gzymsami. Tylny segment oficyny charakteryzuje się dwoma dużymi otworami okiennymi i wejściowym portalem, prowadzącym do lokalu usługowego. Do jednej z początkowych osi lewej i prawej części budynku oficyny przylegają balkony z kutymi balustradami. Okna na wszystkich kondygnacjach obramowano opaskami i zwieńczono gzymsami. Poddasze ukryto w spadzistym dachu obłożonym ceramiczną dachówką. Otworom okiennym poddasza nadano formę lukarn.

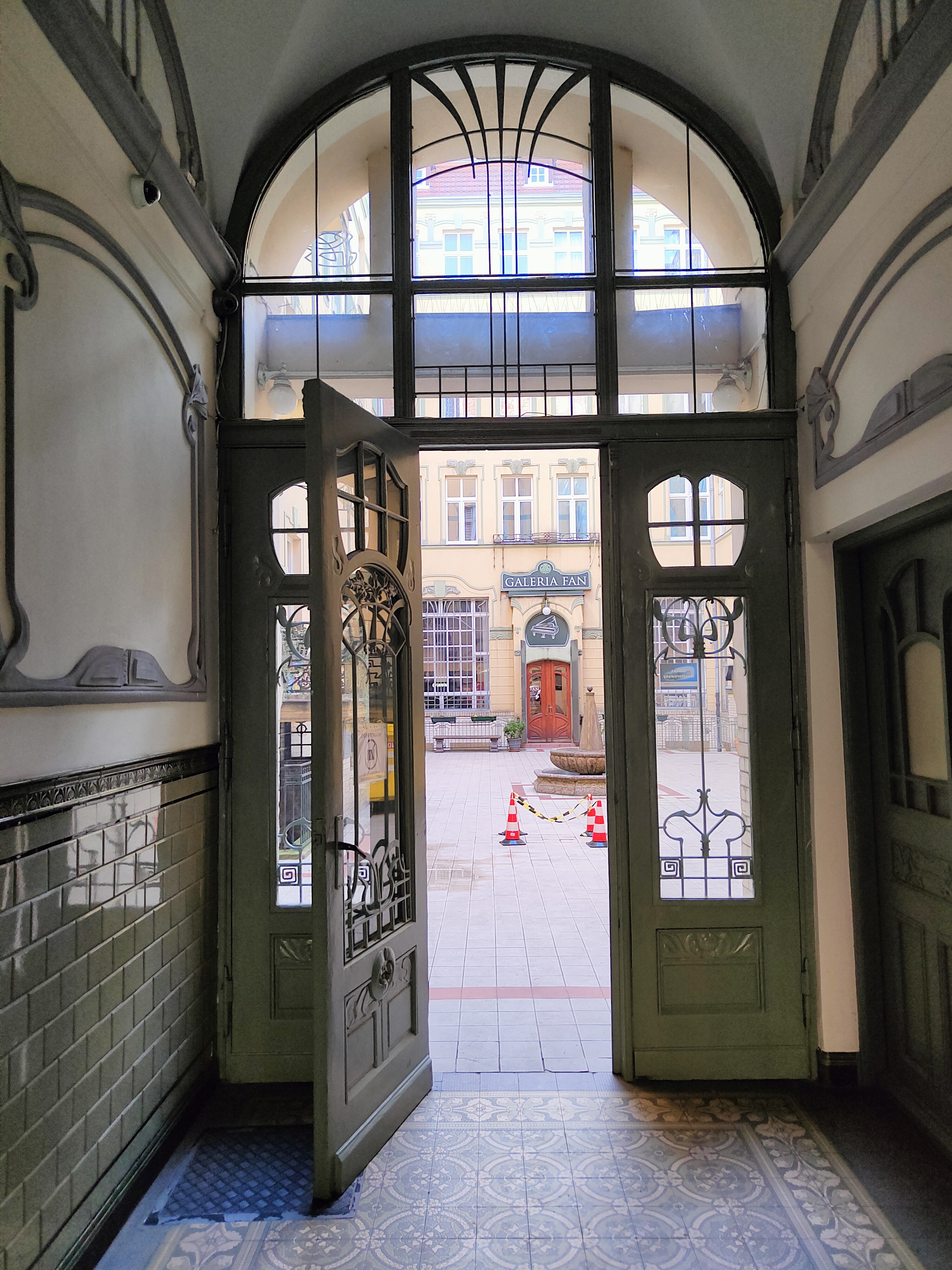
Wyjście na dziedziniec
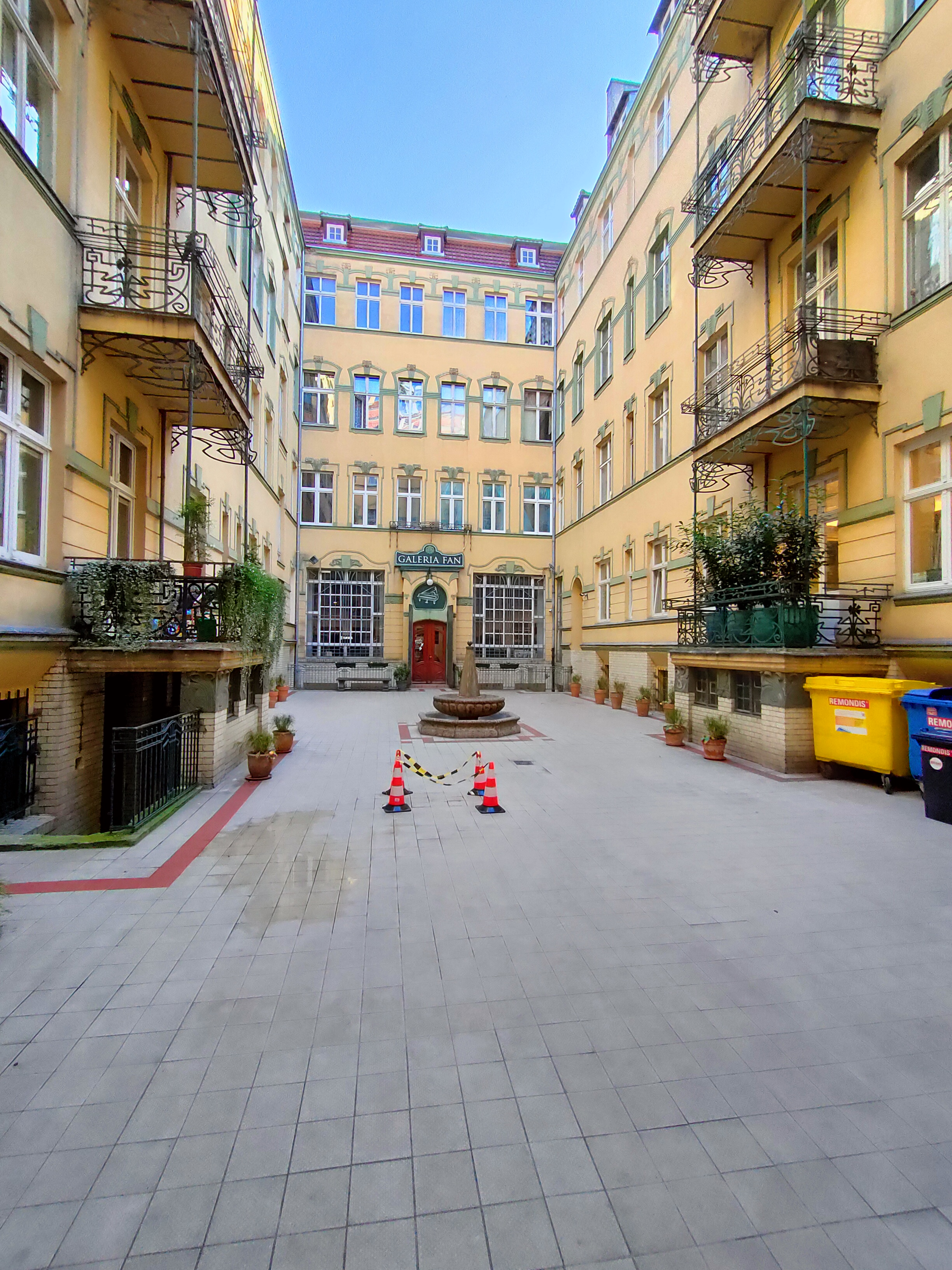
Widok ogólny na dziedziniec i oficyny
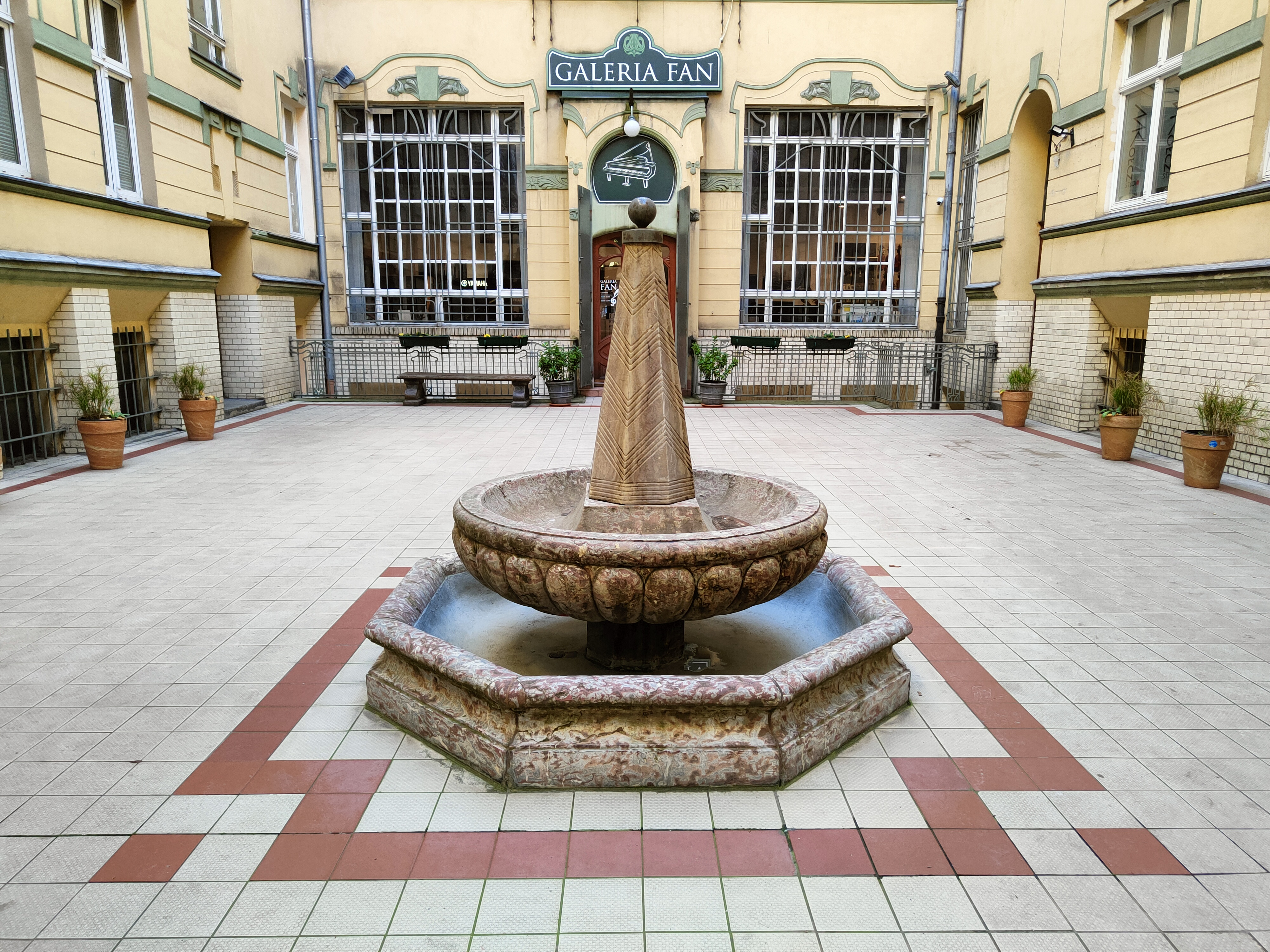
Fontanna na dziedzińcu
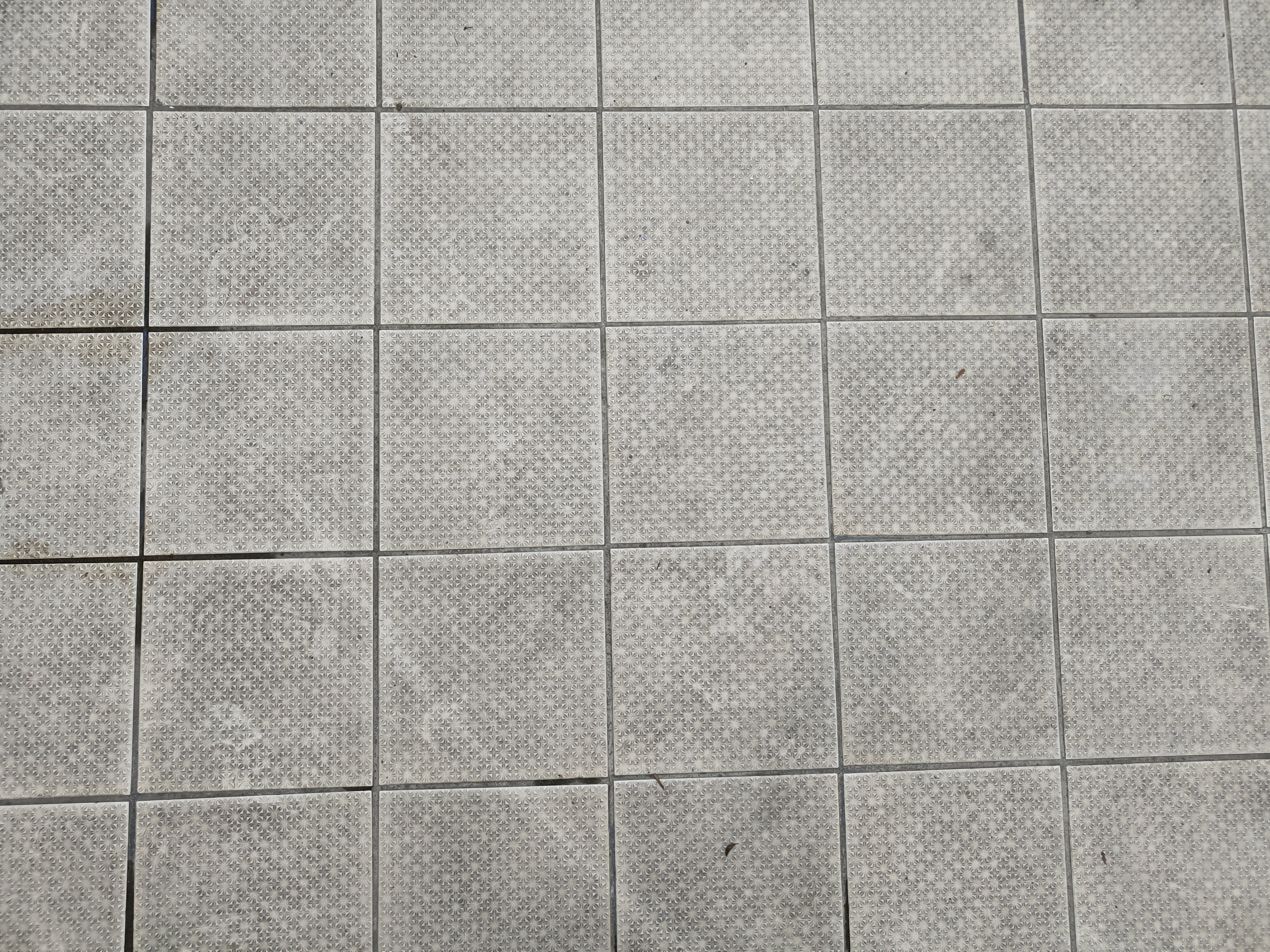
Fragment posadzki